# Designator
Designator (lateinisch designator: der Bezeichner) ist ein Begriff aus der Semiotik. Er steht für sprachliche Ausdrücke, die (logische) Gegenstände bezeichnen. Das Bezeichnete heißt Designat(um) und der Vorgang des Bezeichnen wird Designation genannt.
Der Begriff Designator wurde von Rudolf Carnap und Charles W. Morris in Verbindung mit sprachphilosophischen Arbeiten verwendet. Saul A. Kripke prägte den Begriff der „starren Designatoren“.